# Río Ecuco
Río Ecuco är ett vattendrag i Ekvatorialguinea. Det ligger i den västra delen av landet, 240 km sydost om huvudstaden Malabo.